# リューゼの戦い
リューゼの戦い（リューゼのたたかい、英語: Battle of Leuze）は大同盟戦争中の1691年9月18日、フランス軍と大同盟軍の間の小規模な騎兵戦である。

## 歴史
フランスのリュクサンブール公爵はウィリアム3世が1691年の戦役が終わったとしてイングランドに向かったことと、残って軍を指揮したゲオルク・フリードリヒ・フォン・ヴァルデック元帥が冬営に入ろうとしたことを知った。当時リュクサンブール公はトゥルネー近くにおり、マルシイ（Marsilly）率いる偵察軍を派遣した。そして、同盟軍の本軍が撤退中で、リューゼに後衛として騎兵を残したことを知ると、リュクサンブール公は即座に行動した。彼は軍を派遣して同盟軍本軍を追跡しつつ、クロード・ルイ・エクトル・ド・ヴィラールとマルシイの騎兵大隊で警告なく同盟軍の後衛を攻撃した。フランスの騎兵は（銃剣ではなく）剣だけを使って突撃した。
同盟軍は騎兵の人数では上だったが、ちょうど隘路を行軍中だったため上手く展開できなかった。マッケイの連隊を含む同盟軍の歩兵も参戦したが、さほど行動しなかった。リュクサンブールは自身が戦闘の渦中におり、敵軍が自分めがけて攻撃してきたため応戦せざるをえなかった場面もあった。
戦闘は2時間と短く、フランスが勝利した。生還した同盟軍の騎兵はヴァルデックが派遣した部隊と合流した。